# The Jetsons: Cogswell’s Caper!
The Jetsons: Cogswell’s Caper! – komputerowa gra platformowa wyprodukowana i wydana przez Taito Corporation w Japonii, w Ameryce Północnej (w 1992 roku) i w Europie oraz Mattel w Australii w 1993 roku na konsolę NES. Gra jest adaptacją serialu animowanego wytwórni Hanna-Barbera – Jetsonowie.

## Fabuła
Głównym bohaterem tej gry jest George Jetson, który pracuje u swojego szefa – pana Kosmoskiego w Kosmicznych kołach zębatych. Kosmoski zleca zadanie George’owi. Ma za zadanie powstrzymać Słonecznego, a pod koniec udać się do fabryki za pomocą rakiety na planetę M38, aby rozbroić system.

## Rozgrywka
Gracz sterując George’em może chodzić, kucać, a także skakać (za pomocą plecaka odrzutowego), zbierać przedmioty jak pigułka, gwiazdka, itp. oraz rzucać skrzynkami we wrogów.